# مل فرر
مل فرر (به انگلیسی: Mel Ferrer) بازیگر و کارگردان آمریکایی بود.

## زندگی‌نامه

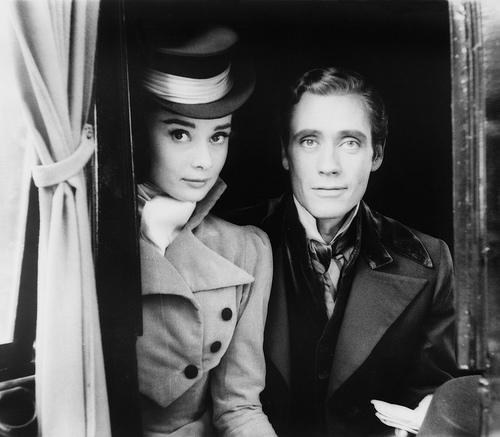
مل فرر و آدری هپبورن

او در طول زندگی‌اش پنج بار ازدواج کرد. آدری هپبورن، هنرپیشه سرشناس هالیوود، چهارمین همسر او بود. آنها در سال ۱۹۵۴ ازدواج کردند و در سال ۱۹۶۸ از یکدیگر جدا شدند.
موثرترین نقش مل فرر در سال ۱۹۵۳ در فیلم لیلی به همراه لزلی کارون بود که در آن نقش یک «خیمه‌شب‌باز معلول» را بازی می‌کرد که عاشق دختری یتیم می‌شود. او در سال ۱۹۵۶ در فیلم جنگ و صلح که بر اساس داستان لئو تولستوی ساخته شد، نقش مقابل آدری هپبورن را بازی کرد.
از دیگر فیلم‌ها و سریال‌های تلویزیونی او می‌توان به پرونده دختر پیژامه‌پوش، چشم بیوه و غرب رؤیایی اشاره کرد.
مل فرر در طول زندگی‌اش در بیش از صد فیلم بازی کرد و کارگردانی نه فیلم را نیز به عهده داشت.